# Луо Ји-Хе
Луо Ји-Хе (кин: 骆一禾; 1961 – 1989) је био кинески песник из Пекинга.
Поезију је почео да објављује 1983. године. 1984. године. је дипломирао кинески језик и књижевност на пекиншком универзитету. Потом је радио као уредник књижевног часописа Октобар. Био је добитник више награда.
Умро је 1989. године.